# Colegio y Convento de Santa Ana de Utiel

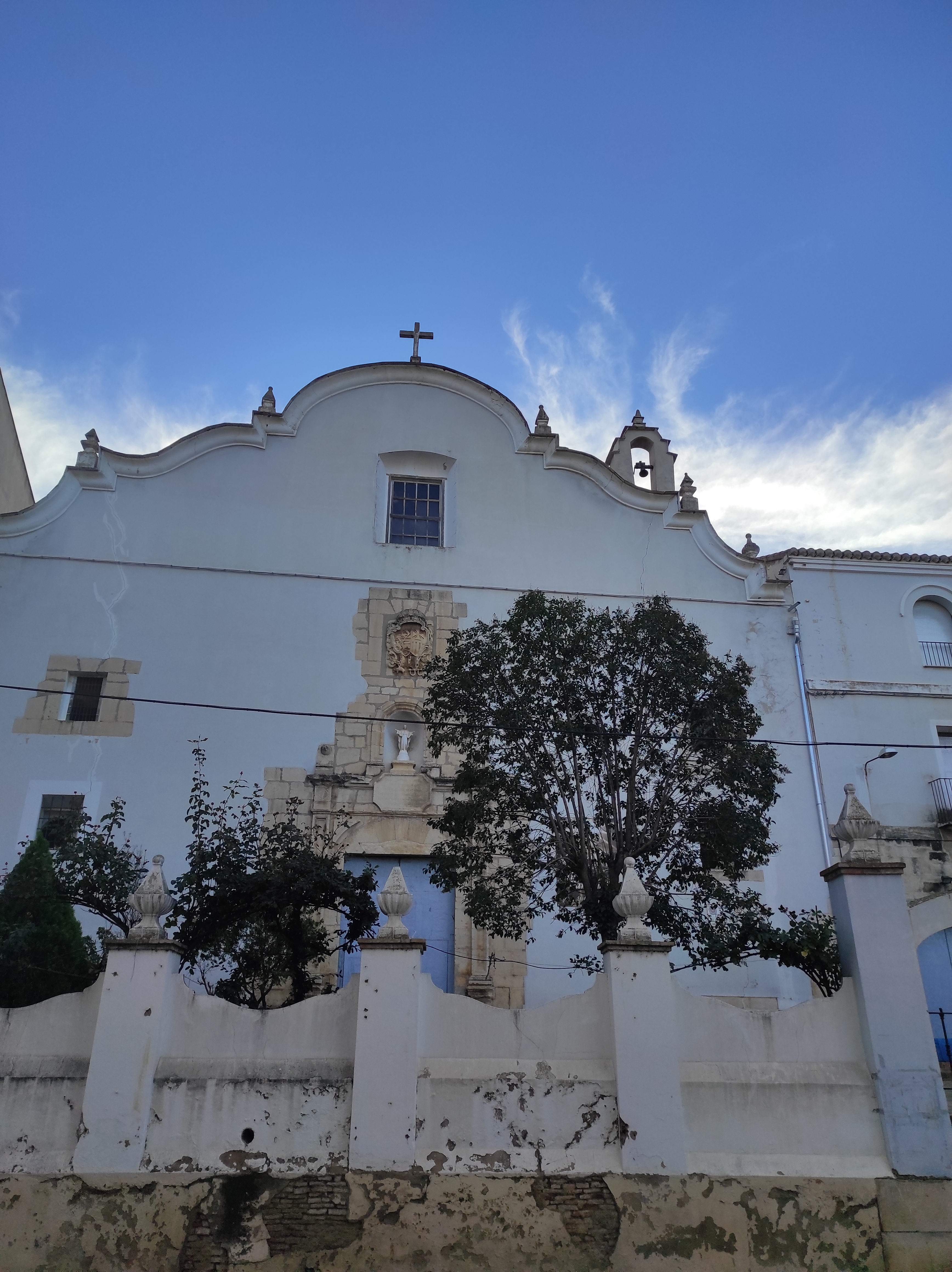
Detalle de la fachada norte 1

El Colegio de Santa Ana, ubicado en la localidad de Utiel (Valencia), es una institución educativa fundada en 1897 bajo la dirección de las Hermanas de la Caridad de Santa Ana. Desde sus inicios, el colegio ha desempeñado un papel central en la educación y la vida social de la región, proporcionando información integral a generaciones de estudiantes y consolidándose como una institución emblemática de la localidad.
Este convento se incluye dentro de la categoría de Bien de relevancia local del listado de Bienes Patrimoniales de la Comunidad Valenciana, con número de inventario 46.249-9999-000010.

## Historia

### Fundación y primeros años

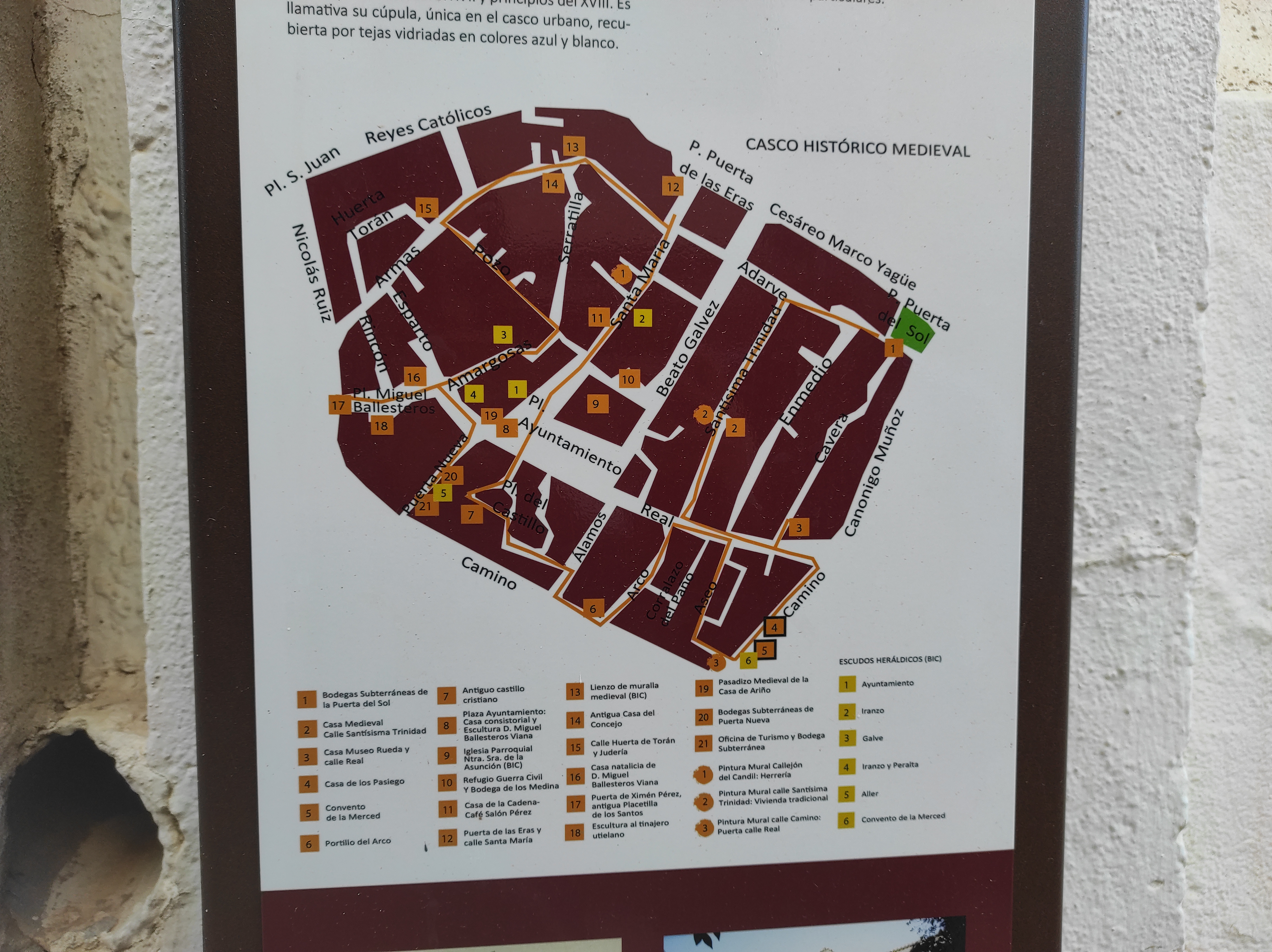
Plano de Utiel

El origen del Colegio de Santa Ana en Utiel está vinculado al escolapio Padre José Calasanz Rabaza, quien en 1896 propuso la creación de un centro educativo para niñas ante la insuficiencia de la escuela municipal de la época. Tras contactar con la Congregación de las Hermanas de la Caridad de Santa Ana, dos religiosas visitaron Utiel en agosto de ese mismo año, y la iniciativa recibió el apoyo de la comunidad local. 
El 9 de enero de 1897, llegaron las primeras hermanas: Madre Teresa Ibarz Borrás y las Hermanas Pascuala Pallás, Joaquina Artal, Primitiva Pueyo y Modesta Valero. A pesar del mal tiempo, fueron recibidas con entusiasmo por las autoridades y vecinos. El colegio abrió oficialmente sus puertas el 10 de enero de 1897, en un edificio provisional cedido por el obispo de Cuenca, ubicado en el antiguo convento de la Merced, un edificio del siglo XVII.

### Consolidación y expansión
El colegio rápidamente ganó reconocimiento en la comarca. En sus primeros meses, la matrícula aumentó significativamente, lo que requirió la llegada de más religiosas y adaptaciones en las instalaciones. El edificio original fue progresivamente restaurado y ampliado, combinando elementos históricos con mejoras para cumplir las exigencias pedagógicas.
En las décadas posteriores, el colegio integró nuevos niveles educativos, como el Bachillerato Elemental en los años 50 y el Bachillerato Superior en los años 70, lo que evitó que las alumnas tuvieran que desplazarse a otras localidades para completar su formación. Estas mejoras fueron impulsadas por hermanas como Felisa Ortega, quien lideró importantes reformas y proyectos de modernización.

### Durante la Guerra Civil Española
El Colegio de Santa Ana sufrió los efectos de la Guerra Civil Española (1936-1939). El edificio fue invadido y utilizado como sede del Comité de Salud Pública, prisión y escuela de comisarios políticos. A pesar de la difícil situación, las religiosas continuaron su labor en el Hospital y Asilo de la localidad, atendiendo a los más necesitados bajo condiciones precarias.
Tras la guerra, el edificio fue restaurado con la colaboración de vecinos y benefactores. En 1939, el colegio retomó su actividad educativa, y la capilla fue bendecida nuevamente ese mismo año.

## Instalaciones y ampliaciones
Desde su fundación, el Colegio de Santa Ana ha experimentado diversas reformas y ampliaciones para adaptarse a las necesidades educativas y garantizar un entorno adecuado para sus estudiantes. 

### Edificio inicial

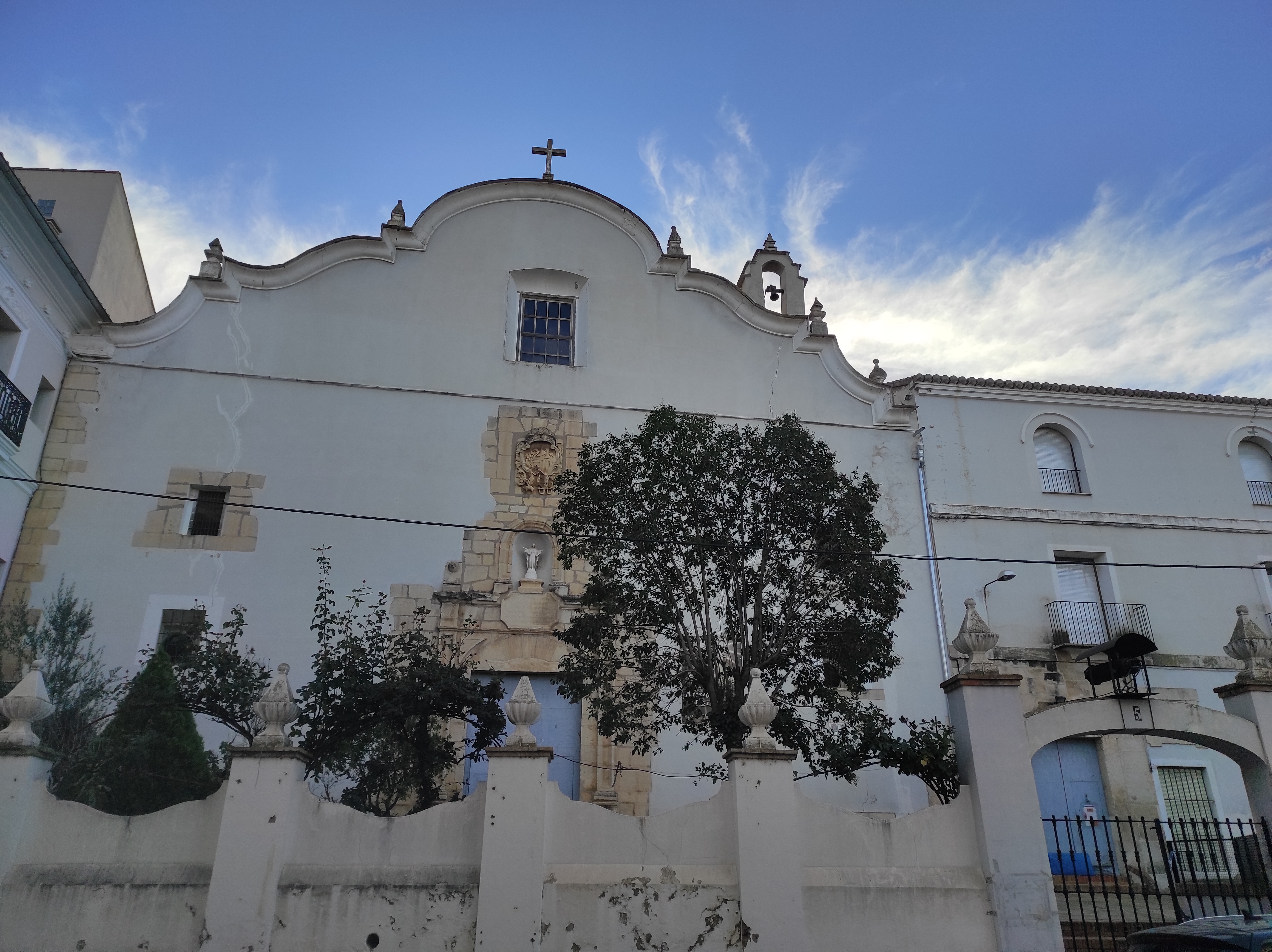
Detalle de la fachada norte 2

Ubicado en el antiguo convento de la Merced, el colegio comenzó en un estado ruinoso debido al abandono del inmueble tras la Desamortización. Se realizaron restauraciones iniciales para habilitar aulas, dormitorios y espacio comunes.

### Ampliaciones delsigloXX
Durante el siglo XX, el edificio experimentó importantes ampliaciones y restauraciones. En los años 50, se llevó a cabo la restauración del claustro, destacando el valor histórico de elementos como el escudo mercedario y las puertas talladas.
En 1964, se añadió una nueva fachada en el lado sur, lo que permitió integrar el colegio dentro del núcleo urbano. Finalmente, entre 1971 y 1976, se realizaron reformas significativas para adaptarse a los estándares pedagógicos establecidos por el Ministerio de Educación. Estas obras incluyeron la construcción de una nueva entrada por la calle Pintor Sorolla y la creación de áreas de recreo.

### Restauración del templo
Durante los años de posguerra, se restauró el templo del colegio. En 1951, fue abierto al público tras una campaña de recaudación encabezada por la Hermana Felisa Ortega. En 1953, se completó con la instalación de un retablo neoclásico y un nuevo sagrario.

## Educación
El Colegio de Santa Ana ha ofrecido una educación integral desde sus inicios, adaptándose a las necesidades de cada época y promoviendo la formación académica, cultural y espiritual de sus estudiantes.  

### Modalidades educativas
El colegio ofrecía diferentes modalidades educativas para atender las necesidades de sus estudiantes. En el nivel de párvulos, se impartía educación a niñas de entre tres y nueve años. Para las alumnas mayores, existían dos opciones: las externas, que asistían al colegio únicamente durante el horario lectivo, y las vigiladas, quienes permanecían más tiempo en el centro y recibían una atención más cercana y personalizada. Además, se ofrecía la modalidad de internado, que permitía a estudiantes de otras localidades, como Cuenca, Teruel y Valencia, residir en el colegio durante todo el curso académico.

### Materias impartidas
El colegio impartía una amplia variedad de materias destinadas a desarrollar tanto habilidades prácticas como artísticas y académicas. Entre las habilidades prácticas, se incluían la escritura y los trabajos de labor. En el ámbito artístico, las alumnas recibían formación en dibujo, pintura, música y canto, fomentando su creatividad y sensibilidad cultural. Además, en el nivel de educación secundaria, se ofrecían programas de Bachillerato Elemental y Superior, proporcionando una sólida formación académica.

## Impacto social
El Colegio de Santa Ana ha sido un referente no solo en la educación, sino también en la vida social y cultural de Utiel. Las religiosas y estudiantes han participado activamente en eventos locales, como la tradicional Ofrenda de Flores y Frutos a la Virgen del Remedio, reafirmando su compromiso con las costumbres de la comunidad. 
La Congregación ha mantenido siempre una relación cercana con el vecindario, involucrándose en diversos actos religiosos y sociales, lo que ha fortalecido los vínculos con la población local. 
Además, el colegio es la sede de la Asociación de Antiguos Alumnos, que organiza reuniones periódicas para reforzar los lazos entre los ex estudiantes y la institución, preservando así el sentido de pertenencia y el legado educativo de Santa Ana.

## Descripción
El convento, de planta rectangular, se organiza alrededor de un claustro central, elemento característico de la arquitectura conventual. El claustro está formado por una serie de galerías con arcos de medio punto sostenidos por columnas de orden toscano, diseño que transmite sensación de equilibrio y austeridad, en consonancia con la espiritualidad de la orden. 
La fachada principal presenta una composición simétrica con un acceso central flanqueado por pilastras lisas y coronado por un frontón. Aunque carece de decoración exuberante, la sobriedad de sus líneas refleja los ideales de la arquitectura religiosa del momento, centrada en la funcionalidad y el recogimiento espiritual. 
El interior albergó en su origen una iglesia de una sola nave, cubierta con bóveda de cañón con lunetos y capillas laterales intercomunicadas. Destacan en la iglesia los vestigios de decoración barroca, caracterizada por el uso de molduras y elementos ornamentales que añadían una riqueza visual sin llegar a ser recargada. 
El retablo principal, hoy desaparecido, habría sido ejemplo del arte sacro del Barroco valenciano, centrado en el culto a la Virgen de la Merced, patrona de la orden. En el espacio actual del colegio, pueden observarse fragmentos de estuco y vestigios pictóricos que apuntan al carácter solemne del espacio litúrgico original. 
Como se ha indicado en apartados anteriores, a lo largo de los siglos, el edificio ha sufrido transformaciones para adaptarse a nuevos usos, especialmente tras su conversión en colegio. Estos cambios han alterado parcialmente la configuración original del inmueble, si bien el claustro y parte de la estructura conventual se mantienen en buen estado de conservación. Las intervenciones modernas han respetado, en general, los valores históricos del edificio, permitiendo su integración en la vida contemporánea de la ciudad.

## Reconocimientos y legado

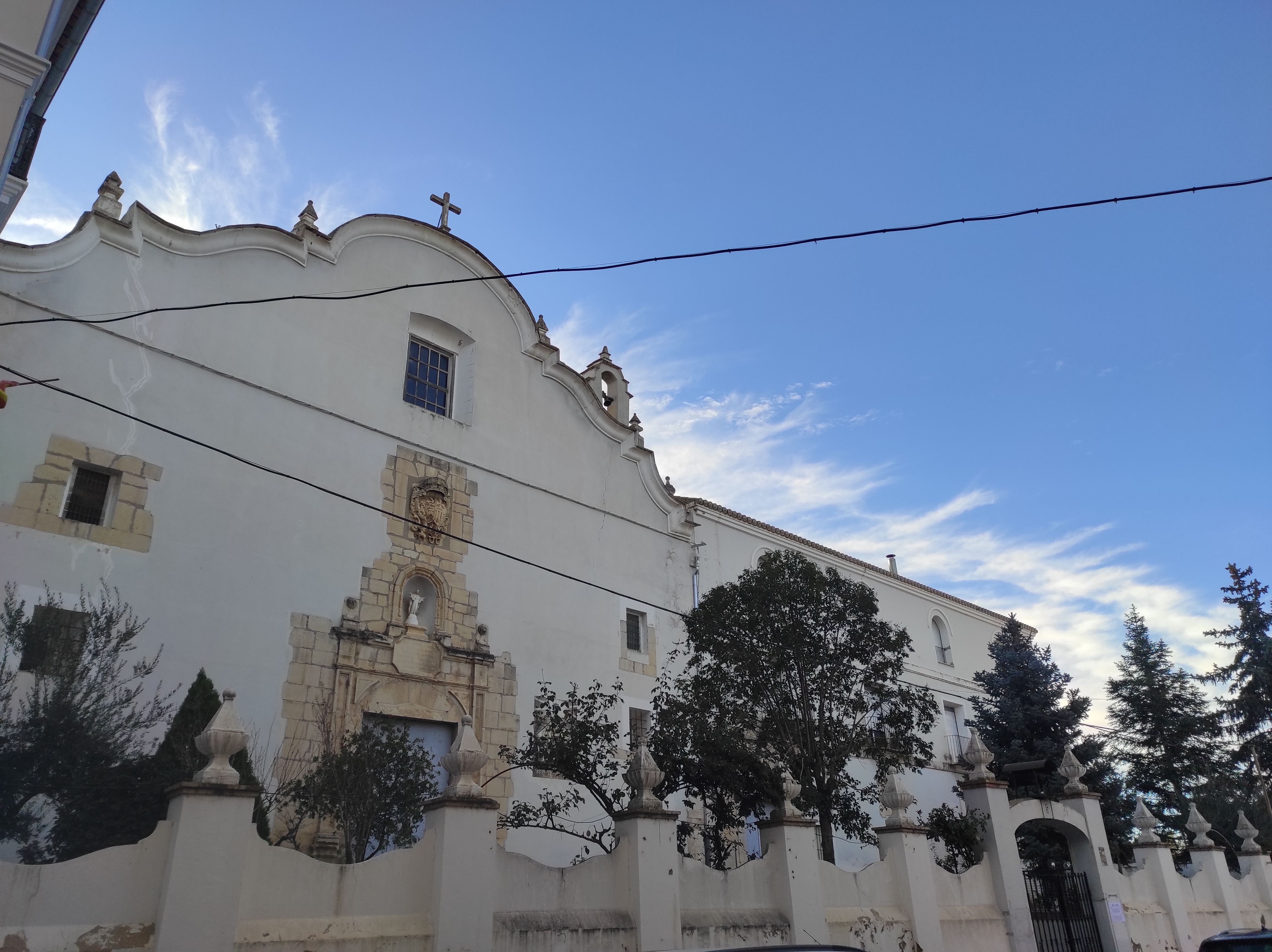
Detalle de la fachada 3

El Colegio de Santa Ana ha dejado una profunda huella en Utiel, no solo por su contribución educativa, sino también por su influencia espiritual y cultural. Su historia es un testimonio del compromiso de las Hermanas de la Caridad de Santa Ana con la comunidad, consolidándose como un símbolo de dedicación y servicio.